# Peter Dübwad

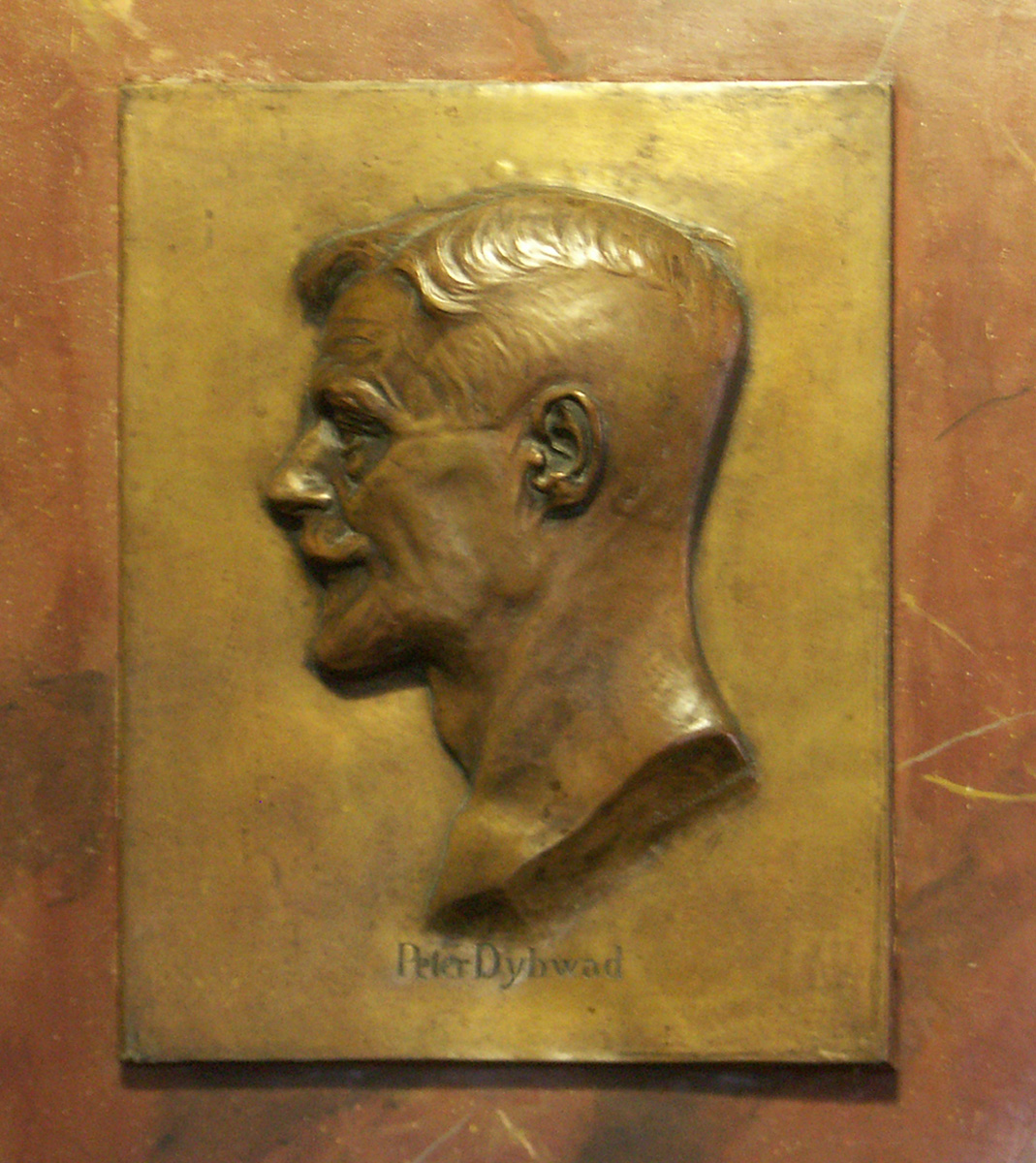
Peter Dübwad avbildad på en relief från omkring år 1905.

Peter Dübwad, född 17 februari 1859 i Oslo, död 13 oktober 1921 i Leipzig, var en tysk arkitekt av norsk börd.
Dübwad var bosatt i Leipzig, och erhöll 1885 tillsammans med Ludwig Hoffmann första priset för förslag till riksdomstolsbyggnad i Leipzig. Dübwad har framför allt i Leipzig utfört ett stort antal villor och bostadshus, karakteriserade av organisk planläggning, enhetlig uppbyggnad och säkra proportioner.